# حلبة قرنية
الحُلْبَة القرنية أو ذُرَق نوع من الحلبة يكثر في المراعي وفي الأرض البور. تعتلفه الماشية فيُسمنها ويحسن درها.